# Hopewell (contea di Bedford)
Hopewell è una township degli Stati Uniti d'America, nella contea di Bedford nello Stato della Pennsylvania. Secondo il censimento del 2000 la popolazione è di 1.894 abitanti.

## Società

### Evoluzione demografica
La composizione etnica vede una prevalenza della razza bianca (99.21%) seguita da quella afroamericana (0,11%), dati del 2000.
| township di Hopewell Popolazione |       |
| 2000                             | 1.894 |
| Stima al 2009                    | 1.869 |